# Xenosocia
Xenosocia là một chi bướm đêm thuộc phân họ Tortricinae của họ Tortricidae.

## Các loài
- Xenosocia acrophora Diakonoff, 1989
- Xenosocia argyrtis Diakonoff, 1989
- Xenosocia dynastes Diakonoff, 1992
- Xenosocia euryptycha Diakonoff, 1989
- Xenosocia iocinctis Diakonoff, 1989
- Xenosocia lampouris Diakonoff, 1989
- Xenosocia panegyrica Diakonoff, 1989
- Xenosocia polyschelis Diakonoff, 1989
- Xenosocia tryphera Diakonoff, 1989